# やみ窓
『やみ窓』（やみまど）は、篠たまきによる日本のホラー小説。連作短編集。
表題作の短編「やみ窓」は、第10回『幽』文学賞短篇部門大賞を受賞している。『幽』文学賞 短編部門の大賞受賞作は『幽』に掲載されると募集要項に明記されていたが、「やみ窓」は『幽』に掲載されなかった。単行本は、2016年12月23日にKADOKAWAより刊行された。装丁は大原由衣による。装画は山田緑が手がけている。文芸評論家の東雅夫は、「本書は、怪談というものの成り立ちそれ自体の寓話としても読めるような作品である」と評している。小説家の澤村伊智は、「通読すると、怖さ、おぞましさだけでなく、SF的興奮も味わえた」と評している。短編「やみ窓」は、もともと長編として構想した作品だったが、執筆前に手を怪我したために、長編を書くのが難しくなり、短編作品となった、と篠は語っている。
2022年10月に書き下ろし「やみ花」を加えて角川ホラー文庫より文庫化。

## あらすじ

### やみ窓
柚子は、私鉄の小さな駅からバスで20分の古い団地の3階に1人で住んでいる。夜にいっときだけ、柚子の住む部屋の腰高窓の外に異界が広がることがある。黒々とした闇が広がり、巨大な雑木がみっしりと生い茂り、窓のすぐ下に道が伸びるのだ。そして、闇の中から得体のしれない者たちが現れると、柚子は彼らと〈取り引き〉を行う。来訪者が持ってくる品物は様々で、その夜は〈熊の肝〉だった。柚子が代価として渡すのは、ペットボトルである。柚子は独身で、昼間は週3、4日のアルバイトをしている。次の日の夜に来訪者が持ってきたのは、薬草だった。
柚子は、夫を事故で亡くした。マンションの最上階でベランダに吊った室外機にひっかかったタオルを取ろうとして、脚立に乗った夫は、突風にあおられて体勢を崩し、ベランダの外に放り出されてしまったのだ。しかし、そのときに柚子がそばにいたのを近隣住民が見ていたために、「奥さんはご主人が落ちていくのを黙ってみていた」というような噂が広がってしまい、舅や姑からも罵倒されるようになる……。

### やみ織
柚子は、小さな企業で契約社員を始めていた。ある夜、団地の窓から月を眺めていた柚子の前に現れたのは、和服を着た黒髪の娘だった。娘が柚子に差し出したのは、黄色い小さな果実だった。柚子は、娘が足を痛そうにしていたため、湿布薬を娘に差し出す。昼間、柚子は勤務中にぼんやりしていて、若い男性社員から注意を受ける。夜になり、例の黒髪の娘が柚子の前に現れる。娘は今度は藍色の織物を窓枠に並べる。柚子は、ペットボトルを娘に差し出す。
ある日、柚子は仕事の帰りに出会った千代という老婦人を彼女の家まで送り、彼女に誘われてお茶をもらう。そして、千代の田舎では、今も布を手織りする人たちがいるときく。次に、窓辺の柚子の前に現れたのは、擦り切れた着物を着た、痩せた男だった。男が柚子に黒い穀物を差し出すと、柚子はペットボトルを男に差し出す。次に、以前織物を柚子に差し出した女が訪れ、六弁花が織り込められた布を差し出す。女の話から、柚子は何か不思議な力をもつ存在に祀り上げられているようだと気づく。ある日、柚子は団地の中の公園で千代に会う。そして、千代から藍色の布袋に入った枇杷をもらう。六弁花が織り込められたその布袋の手ざわりは、例の娘からもらった布とひどく似かよっていた……。
ある夜、柚子の前に大柄な男が現れる。窓の向こうは、山間の深い谷だった。男は、〈熊の肝〉を差し出す。柚子は、契約社員を辞めることを決意する。夜、現れた女は丸薬をねだり、窓枠の内側に上半身を乗り出す。強風が窓の中に吹き込んだとき、柚子は、マンションのベランダの室外機のそばで風速が増す一瞬があると知っていたにもかかわらず、夫がそこに近寄るのを止めなかったことを思い出す。次の瞬間、柚子は女の手にマグカップを叩きつける……。

### やみ児
その夜、男は黒い穀物を柚子に差し出した。しかし、柚子は受け取らなかった。柚子はバイト先で、織物をもってきた女に向けたような鋭い目をしてしまう。夜、柚子の前に現れた男は、産まれたばかりの赤ん坊を出し出す。柚子は「戻せ」と命令する。夜、男は2体の赤ん坊を柚子に差し出し、ペットボトルを柚子にせがむ。それから柚子は、男から布を織る女の家族の話をきく。ある日、柚子は出勤途中に義母に会い、「息子を殺した殺人鬼だ」と罵倒される……。

### 祠の灯り
夜に1人で青藻ヶ沼に来た平太は、小高い崖に埋まるように建った古い祠の中に肌の白い女の姿を見る。そして、女から良い匂いのする布をもらい受ける。平太は、甘い菓子をもらえたりするので、女に会うことが楽しみになり、何度もその祠を訪れるようになる。やがて平太は、女に何かをあげたいと思うようになり、ある時は木の髪飾りを差し出す。女が座る卓の横にある棚には、透ける壺がぎっしりと載せられていた。そのことを知った平太の兄らは、その壺を手に入れようと、平太の後について祠に行く……。

## 登場人物
黒崎柚子（くろさき ゆずこ）
30代半ば過ぎのフリーター。夫を事故で亡くす。
千代（ちよ）
老婦人。
平太（へいた）
子ども。

## 収録作品
| タイトル | 初出                                 |
| -------- | ------------------------------------ |
| やみ窓   | 第10回『幽』文学賞短篇部門大賞受賞作 |
| やみ織   | 書き下ろし                           |
| やみ児   | 書き下ろし                           |
| 祠の灯り | 書き下ろし                           |